# Uromyces calamagrostidis
Uromyces calamagrostidis ist eine Ständerpilzart aus der Ordnung der Rostpilze (Pucciniales). Der Pilz ist ein Endoparasit des Süßgrases Calamagrostis arundinacea. Symptome des Befalls durch die Art sind Rostflecken und Pusteln auf den Blattoberflächen der Wirtspflanzen. Sie ist ein Endemit Aserbaidschans.

## Merkmale

### Makroskopische Merkmale
Uromyces calamagrostidis ist mit bloßem Auge nur anhand der auf der Oberfläche des Wirtes hervortretenden Sporenlager zu erkennen. Sie wachsen in Nestern, die als gelbliche bis braune Flecken und Pusteln auf den Blattoberflächen erscheinen.

### Mikroskopische Merkmale
Das Myzel von Uromyces calamagrostidis wächst wie bei allen Uromyces-Arten interzellulär und bildet Saugfäden, die in das Speichergewebe des Wirtes wachsen. Aecien oder Spermogonien der Art sind nicht bekannt. Die hellbraunen Uredien des Pilzes wachsen beid- oder überwiegend unterseitig auf den Wirtsblättern. Seine hell olivbraunen Uredosporen sind 21–27 × 17–21 µm groß, kugelig bis länglich und stachelwarzig. Die blattoberseitig wachsenden Telien der Art sind schwärzlich und bedeckt. Die zimtbraunen Teliosporen sind einzellig, in der Regel eiförmig bis langellipsoid und 18–26 × 13–18 µm groß. Ihre Stiele sind bräunlich und bis zu 11 µm lang.

## Verbreitung
Das bekannte Verbreitungsgebiet von Uromyces calamagrostidis umfasst lediglich Aserbaidschan.

## Ökologie
Die Wirtspflanze von Uromyces calamagrostidis ist Calamagrostis arundinacea. Der Pilz ernährt sich von den im Speichergewebe der Pflanzen vorhandenen Nährstoffen, seine Sporenlager brechen später durch die Blattoberfläche und setzen Sporen frei. Die Art verfügt über einen Entwicklungszyklus, von dem bislang lediglich Telien und Uredien sowie deren Wirt bekannt sind; Spermogonien und Aecien konnten dem Pilz nicht zugeordnet werden.